# Pedro Diez Canseco
Pedro Diez Canseco (Lima; 1815 — 1893) foi um político e Presidente do Peru.